# Kapetakan (plaats)
Kapetakan is een bestuurslaag in het regentschap Cirebon van de provincie West-Java, Indonesië. Kapetakan telt 6397 inwoners (volkstelling 2010).